# Lalla Zakia
 (février 2021).
Si vous disposez d'ouvrages ou d'articles de référence ou si vous connaissez des sites web de qualité traitant du thème abordé ici, merci de compléter l'article en donnant les références utiles à sa vérifiabilité et en les liant à la section « Notes et références ».
Lalla Zakia, de son vrai nom Zakia Bey (arabe : زكية باي), née en septembre 1921 et morte le 2 février 1998 à La Marsa, est une princesse tunisienne. Issue de la dynastie husseinite, elle est la fille de Lamine Bey, le dernier bey de Tunis.
Militante contre le protectorat français, elle fait passer des armes dans des voitures de sa famille et utilise son amour pour le chant pour collecter des dons pour les combattants.
Elle fonde une association de soins aux nourrissons et envoie de l'argent au leader nationaliste Habib Bourguiba, mais elle est dépossédée de tous ses droits et biens avec le reste de sa famille après l'indépendance de la Tunisie.

## Biographie

### Débuts dans le chant
Fille de Lamine Bey, le bey de Tunis, Zakia naît en septembre 1921 dans la banlieue nord de Tunis. Elle est le septième enfant du bey, sur un total de neuf filles et trois fils. Sa mère est Lella Jeneïna, fille de Hadj Béchir, d'origine libyenne et l'un des plus grands commerçants de la région de La Manouba.
Elle étudie à l'école des religieuses[Laquelle ?] et s'attache à la littérature et à la peinture, mais plus particulièrement à la musique. Elle fait écouter à son père tout ce qu'elle apprend, et il l'encourage à être assidue, lui permettant également d'apprendre à jouer du piano. À un stade avancé, un professeur de musique qui n'est autre qu'Ali Sriti, le plus grand joueur de oud à l'époque en Tunisie, vient l'accompagner, ce qui doit à Zakia Bey le surnom de « princesse artiste ».
Elle commence à chanter uniquement dans un cercle familial restreint, son père ayant refusé qu'elle chante en dehors de la famille.
Zakia a composé une chanson pour Hédi Mokrani et une deuxième chanson pour Abderrazak Karabaka.

### Soutien au mouvement national
Après avoir épousé le docteur Mohamed Ben Salem, elle peut pratiquer librement sa passion musicale. Elle commence à organiser des concerts à l'intérieur de sa maison, en présence de grands artistes, en particulier le groupe Al-Manar, mais ces concerts sont en fait une couverture pour sa lutte contre le protectorat français. En effet, ils consistent en des réunions politiques et des débats entre des dirigeants nationalistes tels que Farhat Hached, Ali Belhouane, Mohamed Masmoudi, Salah Ben Youssef et Mongi Slim entre autres.
Zakia cache des armes sous le lit de sa sœur, la princesse Aïcha, et les distribue en utilisant les voitures du palais. Parce qu'elle n'est pas soumise à la fouille de la part des autorités françaises, elle accompagne son mari dans des campagnes de don de sang pour sauver la vie de victimes des attaques françaises. Elle crée aussi un comité national d'aide pour porter secours aux blessés des combats, ainsi qu'une institution de soins aux nourrissons. Les revenus des fêtes qu'organise Zakia Bey sont utilisés pour soutenir les résistants. Elle organise aussi des campagnes de collecte de dons au profit des personnes touchées par la famine. En 1952, l'agence France-Presse rapporte la découverte d'une cellule « terroriste » qu'elle a contribué à financer.
Lorsque la France exile le leader nationaliste Habib Bourguiba, Zakia lui envoie de l'argent pour l'aider. Toutefois, après l'indépendance, celui-ci prive tous les membres de la famille beylicale, y compris elle, de tous leurs droits et biens, en les soumettant à une assignation à résidence.
Elle meurt d'un cancer, à La Marsa, le 2 février 1998 à l'âge de 76 ans.

### Vie privée
Zakia Bey se marie à Mohamed Ben Salem le 25 juin 1944. Ils ont trois fils et trois filles.